# 小行星2398
小行星2398（2398 Jilin），又称为吉林星，是由紫金山天文台在1965年10月24日发现的主带小行星。
小行星2398以中国的省份吉林省命名。